# 巴希尔·巴尔古提
巴希尔·巴尔古提（阿拉伯语：بشير البرغوثي；1931年—2000年）是巴勒斯坦的一个共产主义政治家和记者。他出生于巴勒斯坦托管地达伊尔加萨纳村（位于拉姆安拉附近），毕业于开罗美国大学。1957年—1965年，被约旦当局监禁。1980年—1982年，被以色列软禁。1982年，约旦共产党在约旦河西岸的分支改组为巴勒斯坦共产党，他出任总书记。1996年6月，他被任命为巴勒斯坦民族权力机构第一届政府的工业部长。1997年，他被任命为国务部长。